# TKS (statek kosmiczny)

Radziecki załogowy statek kosmiczny TKS

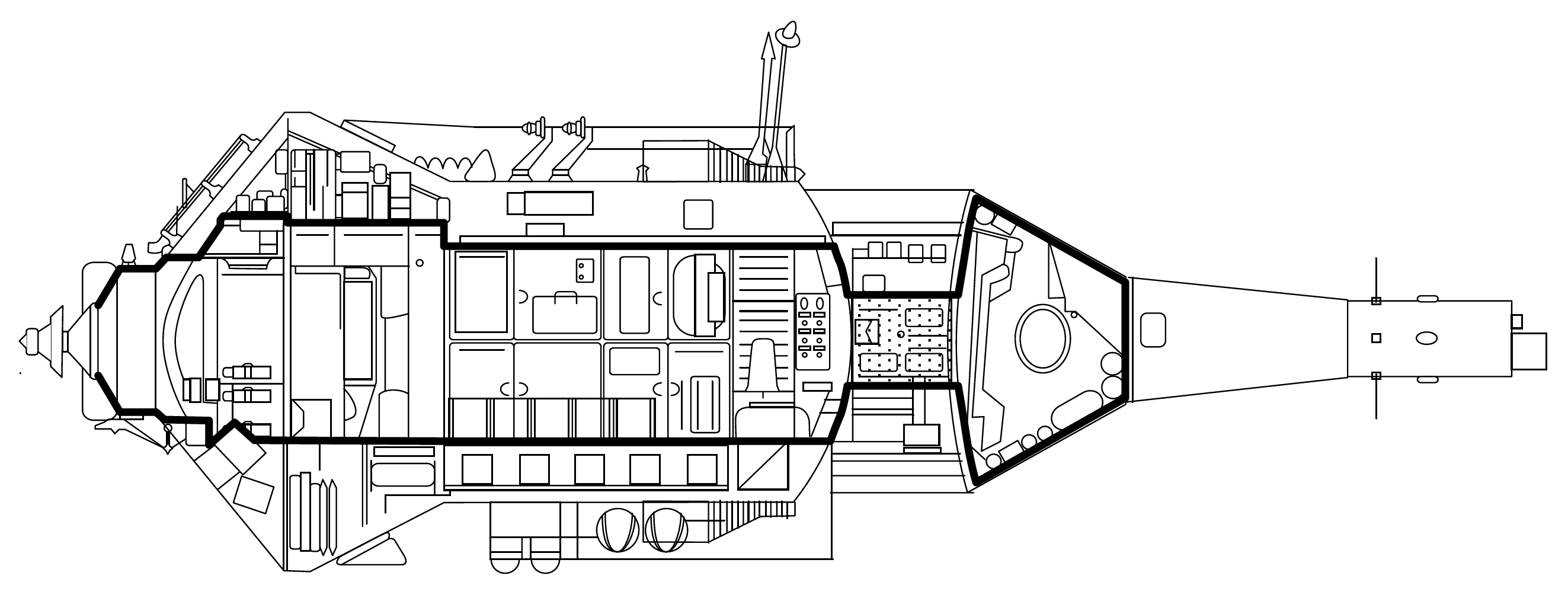
Statek TKS – przekrój

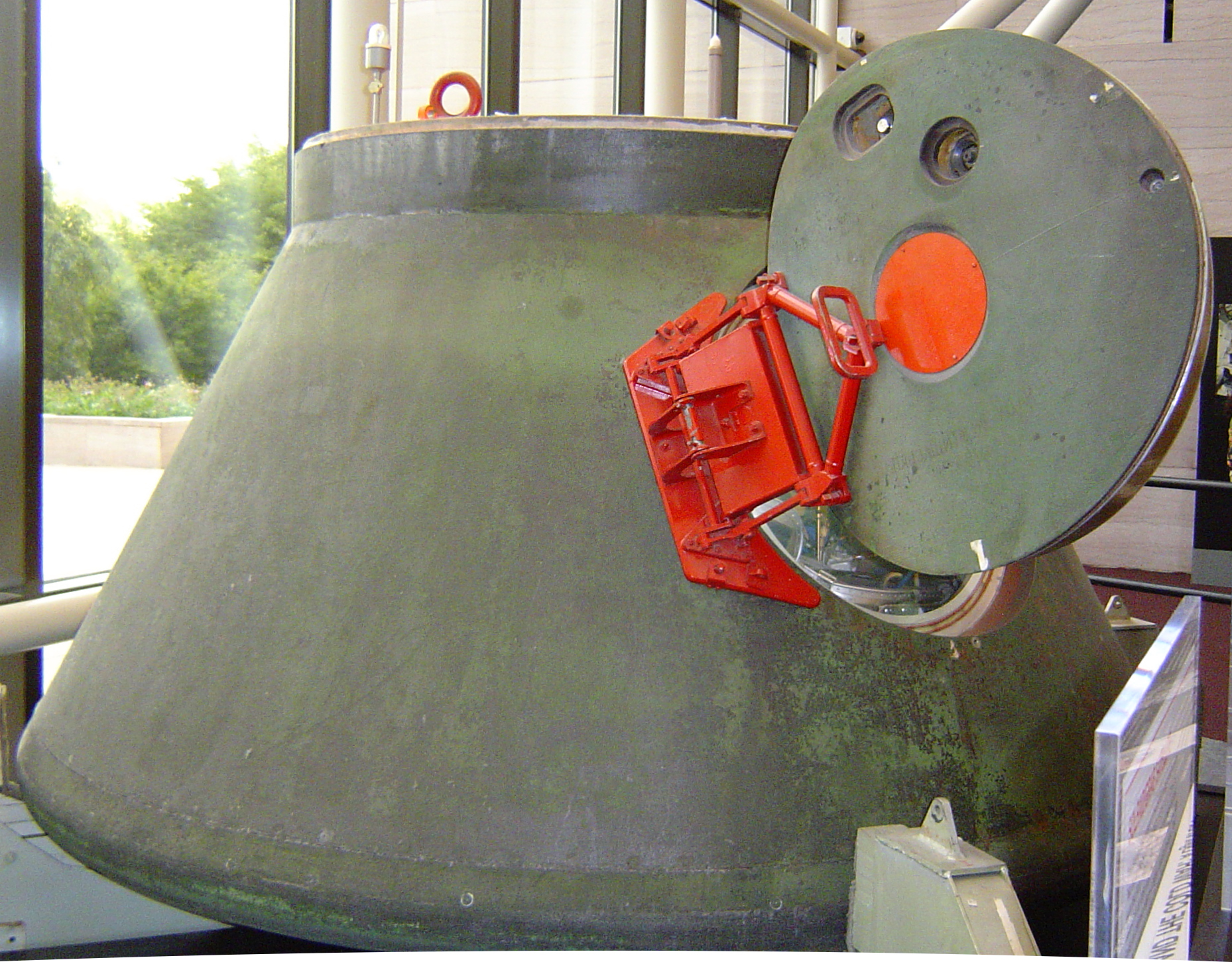
Kapsuła powrotna WA statku TKS (oficjalnie Kosmos 1443)

TKS (ros. Транспортный корабль снабжения, trb. Transportnyj korabl snabżienia; w tłum na pol. "Transportowy statek zaopatrzeniowy") – radziecki załogowy statek kosmiczny zaprojektowany pod koniec lat 60. XX wieku, przewidziany do wymiany załóg i zaopatrywania radzieckich wojskowych stacji orbitalnych Ałmaz. Został zaprojektowany w wersjach załogowej i dostawczej. Ze względu na zamknięcie programu Ałmaz nie został umieszczony w kosmosie w wersji załogowej, odbyło się tylko kilka lotów testowych.
Statek TKS miał składać się z dwóch głównych części:
- WA (ros. Возвращаемый аппарат, Wozwraszczajemyj apparat) – kapsuła załogowa, która miała powracać na Ziemię z załogą,
- FGB (ros. Функционально-грузовой блок, Funkcyonalno-gruzowoj błok) – moduł orbitalny zawierający silniki manewrowe, paliwo, a także duży przedział hermetyzowany (znacznie większy niż w statkach Sojuz, przeznaczony przede wszystkim do transportu zaopatrzenia), oraz urządzenie cumownicze.

Obydwa moduły mogły być stosowane także niezależnie od siebie jako statki załogowe (WA) lub zaopatrzeniowe (FGB). FGB mógł być także używany jako moduł manewrowy dla systemu Ałmaz/TKS.
Przeprowadzono kilka lotów testowych kompletnych statków TKS i samych kapsuł, jednak system ten nie został nigdy wykorzystany operacyjnie w roli, dla jakiej został skonstruowany. W późniejszych latach na bazie bloku FGB z tego projektu powstały inne statki i moduły orbitalne, m.in. cztery laboratoria stacji Mir i rosyjski moduł Zaria Międzynarodowej Stacji Kosmicznej (ISS). Spółka Excalibur Almaz planowała wykorzystanie zmodernizowanego sprzętu z projektów TKS i Ałmaz do programu turystyki kosmicznej oraz lotów zaopatrzeniowych na ISS.

## Program TKS
1 stycznia 1965 roku dekretem Komitetu Centralnego KPZR zdecydowano o powołaniu programu radzieckich wojskowych stacji kosmicznych, mającego być odpowiedzią na amerykański program Manned Orbiting Laboratory. W skład systemu miała wchodzić załogowa stacja orbitalna wyposażona w dwa porty dokujące, umożliwiająca rotowanie załóg i dostarczanie zaopatrzenia. Projekt ten realizowany był w programie Ałmaz. Do obsługi stacji i przenoszenia załogi stworzono transportowiec TKS.
Program podzielono pierwotnie na dwie fazy. Pierwszą było wysłanie na orbitę pierwszej generacji stacji Ałmaz (w tajemnicy, w ramach programu Salut) i obsługa ich przy pomocy załogowych promów Sojuz. Loty te odbyły się w latach 70. XX wieku, a stacje dostały desygnaty Salut 2, Salut 3 i Salut 5. Faza druga miała rozpocząć się w 1982 roku od wysłania na orbitę stacji kolejnej generacji OPS-4, program jednak został anulowany w 1979 roku.
Prace nad samym pojazdem załogowo-towarowym TKS rozpoczęły się w 1969 roku, lecz dopiero dekret z 1970 formalnie zatwierdził realizację sprzętu i jego wykorzystanie w drugiej fazie programu Ałmaz. System, składający się z kapsuły załogowej o desygnacie 11F74 (pierwotnie zaplanowanej dla Ałmazów pierwszej fazy) oraz pojazdu transportowo-załogowego o desygnacie 11F77 miał być gotowy do lotów w ostatnim kwartale 1972 roku. System miał umożliwiać wysłanie trzyosobowej załogi i zapewnienie jej zapasów na 90-dniową misję na orbicie. Statek TKS został zaprojektowany przez Władimira Czełomieja jako statek załogowy wystrzeliwany rakietą nośną Proton.
Losy „fazy drugiej” nie były już wtedy pewne – trwały wstępne prace na wielomodułową stacją MKBS projektu Miszyna. Zdecydowano jednak utrzymać prace nad statkiem TKS, jako przyszłym pojazdem dla MKBS. Dodatkowo w 1973 Miszyn ogłosił prace nad nową generacją stacji DOS, wykorzystującą charakterystyki Ałmazów (m.in. dwa porty dokujące). W bardzo złej atmosferze rozpoczęto testy sprzętu – w 1976 roku kapsuł VA, zaś w 1977 (jako Kosmos 929) kompletnego zestawu. Kapsuła VA została w sumie czterokrotnie wykorzystana w samodzielnych lotach testowych, w których jedną rakietą były wyniesione po dwie kapsuły.
W grudniu 1978 roku powołano grupę czterech kosmonautów przeznaczoną do lotów na TKS; zrewidowany plan zakładał wysłanie w sumie dziewięciu ludzi na pokładzie statków TKS na stacje Ałmaz. Mimo odwołania programu Ałmaz, w 1982 planowano wciąż wysłanie dwóch trzyosobowych załóg na stację Salut 7. Ostatecznie sprzęt nie został jednak zatwierdzony do lotów załogowych i po wcześniejszym locie autonomicznym odbyły się jeszcze trzy loty kompletnego zestawu – jeden na stację Salut 6 i dwa na stację Salut 7 (w ostatnim locie kapsuła była mocno przebudowana i pozbawiona możliwości odcumowania od bloku FGB). Pojazd służył w nich za bezzałogowy transportowiec, natomiast na orbicie przeprowadzano testy będące pracami wstępnymi nad budową wielomodułowych baz orbitalnych takich jak Mir.
Pozostałe po programie egzemplarze wykorzystano przy budowie stacji Polus i jako holownik orbitalny dla modułu Kwant-1.

## Konstrukcja

### Kapsuła WA

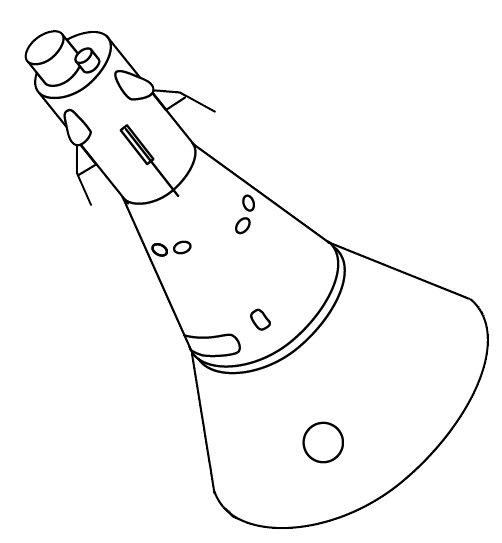
Schemat kapsuły WA wraz z system sterowania reakcyjnego i blokiem spadochronów

Kapsuła załogowa, aparat powrotny (ros. Wozwraszczajemyj apparat), która miała powracać na Ziemię z załogą. Projekt został oparty na planowanej kapsule LK-1 zaprojektowanej w latach 60. przez Czełomieja do lotów wokół Księżyca. Kapsuła ta stanowiła również punkt wyjścia dla innych projektów lądownika księżycowego typu LK. Kształt kapsuły w postaci ściętego stożka przypomina nieco kapsułę Apollo, ale jest od niej o ok. 30% mniejsza.
Kapsuła WA została zaprojektowana w efektywny sposób. Może ona powrócić z orbity po dwóch okrążeniach, ale może też przebywać w locie autonomicznym do 31 godzin. Kapsuła została wyposażona we własny system podtrzymywania życia, w system ucieczkowy na wypadek awarii przy starcie, system spadochronowy i silniki do miękkiego lądowania.
Przewidywane były dwie konfiguracje wystrzelenia kapsuły: wraz ze stacją Ałmaz, na sekcji przeciwległej do głównej śluzy dokującej (określana mianem Ałmaz APOS), lub w konfiguracji pojazdu TKS wraz z blokiem FGB.
W zachodnich źródłach przez wiele lat kapsuła WA była mylnie określana jako „Merkur”.

#### Parametry
| Parametr                    | Wartość     |
| --------------------------- | ----------- |
| Załoga                      | 3 osoby     |
| Długość lotu autonomicznego | 31 godzin   |
| Długość                     | 7,3 m       |
| Średnica maks.              | 2,79 m      |
| Pojemność użyteczna         | 4,56 m³     |
| Masa                        | 7,2 t       |
| Ładunek                     | 2,135 t     |
| Ciąg głównego silnika       | 7,84 kN     |
| System elektryczny          | akumulatory |

### Blok FGB

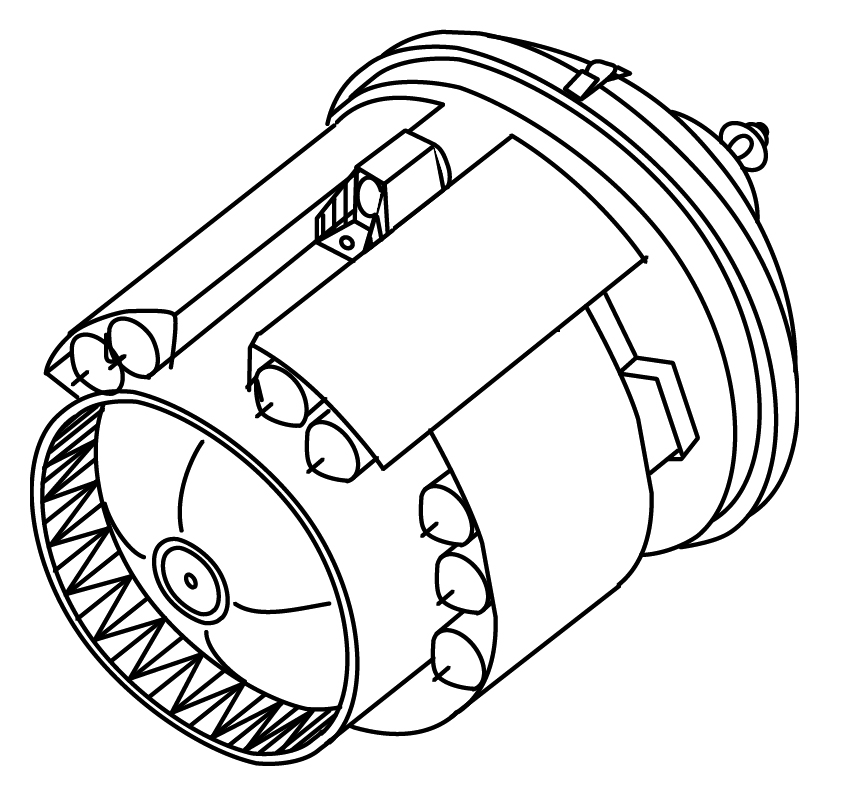
Uproszczony schemat bloku FGB (bez paneli słonecznych)

Blok transportowo-narzędziowy (ros. Funkcyonalno-gruzowoj błok) – moduł orbitalny zawierający silniki manewrowe, paliwo, a także duży przedział hermetyzowany (znacznie większy niż w statkach Sojuz, przeznaczony przede wszystkim do transportu zaopatrzenia), oraz urządzenie cumownicze. Przejście z kapsuły WA do wnętrza modułu FGB odbywało się poprzez krótki tunel. Pilot przeprowadzał ręczne cumowanie do stacji Ałmaz, dzięki stanowisku sterowania i oknom pozwalającym na kontakt optyczny, zlokalizowanym w najszerszej części kadłuba bloku FGB. Na zewnątrz kadłuba znajdowały się zbiorniki z paliwem, systemy silników i rozkładane panele baterii słonecznych.

#### Parametry
| Parametr                    | Wartość                              |
| --------------------------- | ------------------------------------ |
| Załoga                      | 3 osoby                              |
| Długość lotu autonomicznego | 7 dni                                |
| Maksymalny czas na orbicie  | 200 dni                              |
| Typowa orbita               | 223 km x 266 km, inklinacja 52°      |
| Długość                     | 13,2 m                               |
| Średnica maks.              | 4,15 m                               |
| Rozpiętość                  | 17,00 m                              |
| Pojemność użyteczna         | 45,00 m³                             |
| Masa                        | 17,51 t                              |
| Ładunek                     | 12,60 t                              |
| Ciąg głównego silnika       | 7,84 kN                              |
| Paliwo głównego silnika     | N2O4/UDMH                            |
| Masa paliwa gł. silnika     | 3,822 t                              |
| Impuls właściwy gł. silnika | 291 s                                |
| Delta-v                     | 700 m/s                              |
| System elektryczny          | panele słoneczne o powierzchni 40 m² |
| Moc systemu elektrycznego   | średnio 2,4 kW                       |
| Rakieta nośna               | Proton 8K82K                         |

## Przeprowadzone starty

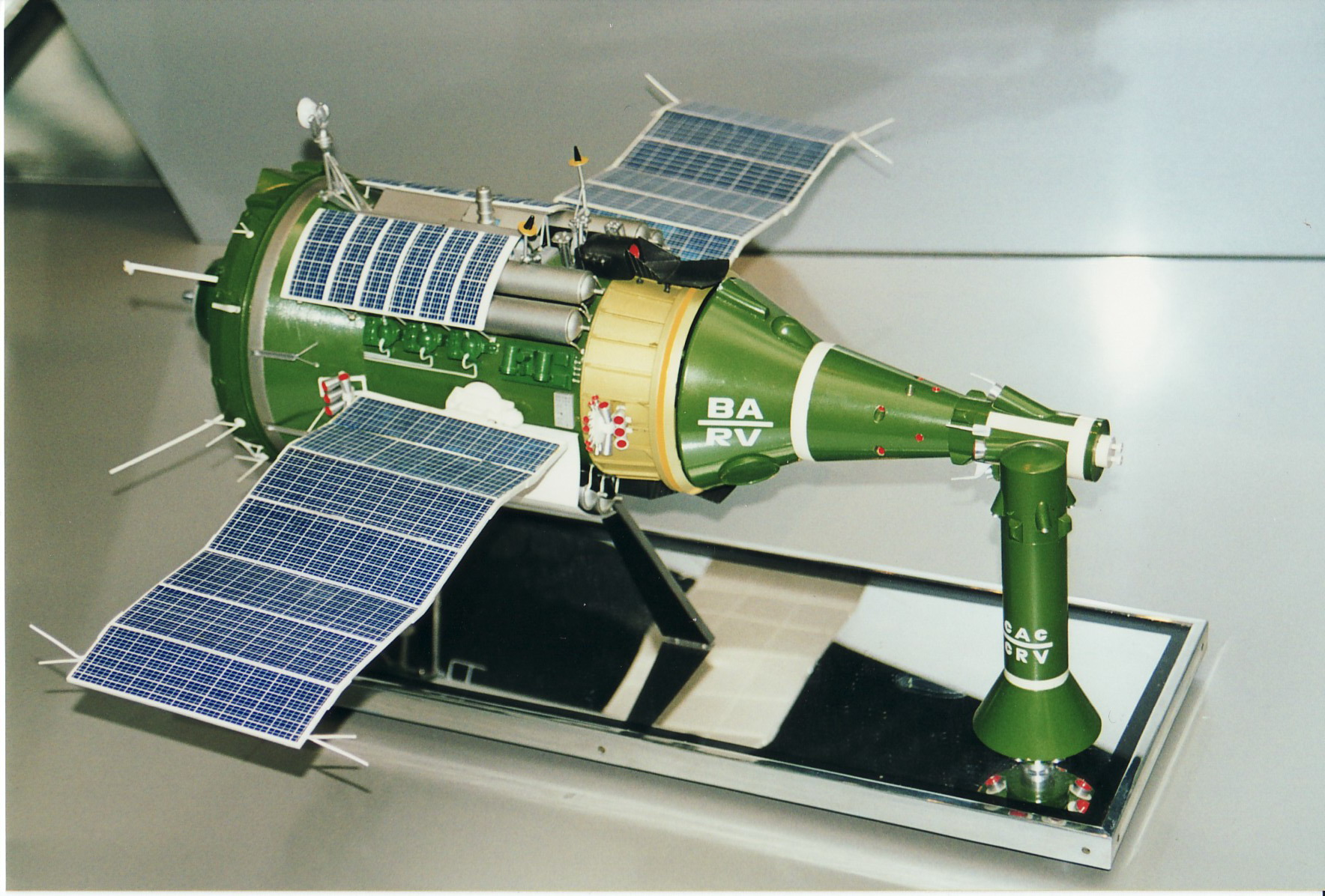
Model kompletnego zestawu TKS

Przeprowadzono w sumie osiem lotów testowych kompletnych statków TKS i samych kapsuł, nigdy jednak nie wykorzystano ich operacyjnie w roli, dla jakiej zostały skonstruowane:
- Kosmos 881 i Kosmos 882. Test orbitalny pary kapsuł WA przeprowadzony 15 grudnia 1976 roku. Start (połączony) i powrót odbyły się tego samego dnia.
- TKS-1 (Kosmos 929). Pojedynczy lot kompletnego systemu TKS (kapsuła WA i moduł FGB). Start odbył się 17 lipca 1977 roku. Kapsuła WA powróciła na Ziemię 16 sierpnia 1977 roku, natomiast moduł FGB został zdeorbitowany 2 lutego 1978 roku[8].
- VA #009L/P i VA #009P/P. Start odbył się 4 sierpnia 1977 roku w celu przeprowadzenia testów suborbitalnych. Rakieta nośna Proton uległa jednak awarii 40 sekund po starcie. W rezultacie eksplozji członu rakiety pierwsza z kapsuł uległa zniszczeniu, natomiast druga wylądowała bezpiecznie dzięki systemowi ucieczkowemu.
- Kosmos 997 i Kosmos 998. Dwie kapsuły WA wystartowały razem 30 marca 1978 roku, po czym wylądowały oddzielnie.
- Kosmos 1100 i Kosmos 1101. 23 maja 1979 roku powtórzono wspólny start dwóch kapsuł WA z oddzielnym lądowaniem.
- TKS-2 (Kosmos 1267). 25 kwietnia 1981 roku po raz drugi wystartował kompletny statek TKS-2 jako Kosmos 1267. Kapsuła WA wylądowała 24 maja 1981 roku, natomiast moduł FGB po 57 dniach autonomicznego lotu 19 czerwca 1981 roku zacumował do stacji orbitalnej Salut 6. Silniki rakietowe statku służyły do manewrowania całym kompleksem. Pozostał dołączony do niej aż do jej deorbitacji i uległ razem z nią zniszczeniu 29 lipca 1982 roku.
- TKS-3 (Kosmos 1443). Po raz trzeci bezzałogowy TKS-3 wystartował 2 marca 1983 roku jako Kosmos 1443. Tym razem kapsuła WA pozostała dołączona do modułu FGB podczas cumowania do stacji Salut 7 po dwóch dobach od startu. Statek odcumował od stacji 14 sierpnia 1983 roku. Po rozdzieleniu modułów WA i FGB ten drugi został zdeorbitowany 19 września 1983 roku, natomiast kapsuła WA pozostała przez 4 dni w locie autonomicznym, po czym wylądowała na Ziemi 23 sierpnia 1983 roku przywożąc 350 kg materiałów ze stacji.
- TKS-4 (Kosmos 1686). Czwarty TKS-4, również bezzałogowy, wystartował 27 września 1985 roku. W kapsule WA usunięto system podtrzymywania życia, siedzenia oraz systemy lądowania, instalując w to miejsce wysokiej rozdzielczości aparaturę fotograficzną oraz inne przyrządy optyczne: teleskop podczerwieni i spektrometr do pomiaru ozonu. TKS-4 zacumował 2 października 1985 roku do stacji Salut 7. Po 21 listopada 1985 roku podniesiono orbitę stacji w oczekiwaniu na następny lot – albo obsadzony załogą statek TKS, albo załogowy lot programu Buran. Wkrótce jednak kontrola nad stacją została utracona, a ze względu na zużycie zapasów paliwa dalsze manewry nie były możliwe. Ostatecznie Salut 7 wraz ze statkiem TKS-4 spłonęły w atmosferze 7 lutego 1991 roku.

## Późniejsze wykorzystanie projektu TKS
Wprawdzie statek TKS nigdy nie wystartował z załogą, jednak jego moduł orbitalny FGB stał się podstawą do licznych projektów różnych modułów późniejszych stacji orbitalnych:
- Kwant-1 – moduł stacji Mir – wykorzystano system napędowy pojazdu TKS do zadokowania modułu do stacji,
- Kwant-2 – moduł stacji Mir – oparto konstrukcję na module FGB,
- Kristałł – moduł stacji Mir – oparto konstrukcję na module FGB,
- Spiektr – moduł stacji Mir – oparto konstrukcję na module FGB,
- Priroda – moduł stacji Mir – oparto konstrukcję na module FGB,
- Polus (FGB) – wojskowa stacja kosmiczna – wykorzystano moduł FGB jako jeden z segmentów stacji,
- Zaria (FGB-1) – moduł stacji ISS – oparto konstrukcję na module FGB,
- Wielozadaniowy Moduł Laboratoryjny (FGB-2, Nauka) – moduł stacji ISS – oparto konstrukcję na module FGB,

W XXI wieku projekt statku TKS i stacji kosmicznych Ałmaz planowano wykorzystać jako podstawę do budowy komercyjnych statków i stacji orbitalnych przez prywatną spółkę Excalibur Almaz. Miały one być wykorzystywane do turystyki, załogowych lotów komercyjnych, a także do lotów na ISS i przyszłe prywatne stacje orbitalne.